# Антей
Анте́й (др.-греч. Ἀνταίος «обращённый против») в греческой мифологии — великан, сын Посейдона и Геи, получивший необоримую силу от соприкосновения с матерью Геей — землёй. Царь Ливии.

## Мифология
Согласно Плутарху, его женой была богиня Тингис. В городе Ираса устроил состязание для женихов своей дочери Ифинои.
Антей заставлял всех путников-чужестранцев бороться с ним и всех, кого побеждал в борьбе — убивал. Построил храм Посейдону из черепов побеждённых им.
Побеждён Гераклом. При встрече Антей потребовал, чтобы и Геракл боролся с ним. Никто не мог победить Антея в единоборстве, не зная тайны, откуда великан получал во время борьбы всё новые и новые силы. Тайна же была такова: когда Антей чувствовал, что начинает терять силы, он прикасался к земле, своей матери, и обновлялись его силы: он черпал их у своей матери, великой богини земли. Во время битвы несколько раз Геракл валил его на землю, но только прибавлялось силы у Антея. Но вдруг во время борьбы могучий Геракл поднял Антея высоко на воздух, его силы иссякли, и Геракл либо задушил его, либо убил его, сломав хребет. Геракл сделал Ливию более благоприятной для жизни.
Единоборство было изображено среди других подвигов на фронтоне храма Гераклу в Фивах. По утверждению Габиния (которое Страбон характеризует как «фантастический рассказ»), могила Антея находилась рядом с Линксом, скелет в 60 локтей длины открыл Серторий и велел снова засыпать землёй.
Действующее лицо пьесы Фриниха «Антей, или Ливийцы» и пьесы Аристия «Антей», комедии Антифана «Антей».

## Культурные аллюзии
- В честь Антея назван самолёт «Антей». Гигантский военно-транспортный самолёт Ан-22 получил название «Антей» в честь непобедимого великана из греческой мифологии — Антея. Антей был сыном богини земли Геи и мог бесконечно получать новые силы от соприкосновения с землёй и поэтому никогда не уставал. Однако название «Антей» для самолёта не очень удачное, так как когда Геракл боролся с великаном Антеем и отрывал его от земли, поднимая высоко в воздух, силы Антея быстро иссякли. Благодаря этому Геракл смог его убить. Ситуация была тем более пикантной, что по-английски Геракл — Hercules, имя собственное, данное американскому военно-транспортному самолёту Lockheed C-130 Hercules. Академик И. Н. Фридляндер, принимавший участие в создании самолёта, в своих воспоминаниях попытался оправдать промашку со столь странным названием для самолёта тем, что самолёт приобретал энергию от земли, наполняя свои баки горючим.
- «Я думаю, что большевики напоминают нам героя греческой мифологии Антея. Они так же, как и Антей, сильны тем, что держат связь со своей матерью, с массами, которые породили, вскормили и воспитали их. И пока они держат связь со своей матерью, с народом, они имеют все шансы на то, чтобы остаться непобедимыми» (И. В. Сталин)[14].
- Схватка Антея с Гераклом была упомянута в песне «Штангист» В. Высоцкого, которую он посвятил В. И. Алексееву.
- Именем Антея назван футбольный клуб «Антей» из посёлка Запрудня Талдомского района, выступающий в первенстве Московской области по футболу, а также спортивный комплекс СК «Антей».
- Имя Антей является частью названия крупной военно-промышленной корпорации России. Полностью она называется Акционерное общество "Концерн воздушно-космической обороны «Алмаз — Антей».
- Именем «Антей» назван дворец спорта в г. Тамбов.
- Утонувший «Курск» был подводной лодкой проекта 949А «Антей».
- Имя Антей Иосиф Бродский присвоил кораблю-буксиру — главному «герою» своей «Баллады о маленьком буксире». Это детское стихотворение первым (по одной из версий) из его произведений было опубликовано в СССР (в журнале «Костёр» в 1962 году)[15]